# Un grand timide
Pour plus de détails, voir Fiche technique et Distribution.
Un grand timide (titre original : The Narrow Street) est un film muet américain réalisé par William Beaudine, sorti en 1925.

## Synopsis
Simon Haldane, qui travaille chez Faulkner Iron Works, a été élevé par ses deux jeunes tantes de manière extrêmement protégée. Il a fondamentalement peur de tout et de tout le monde. Un matin, il trouve une jeune fille étrange toute tremblante dans sa chambre, et bien qu'il soit terrifié par elle, il parvient à appeler un médecin. C'est le départ d'une rumeur selon laquelle Simon serait le mari de cette fille.

## Fiche technique
- Titre : Un grand timide
- Titre original : The Narrow Street
- Réalisation : William Beaudine
- Scénario : Julien Josephson, d'après le roman d'Edwin Bateman Morris
- Photographie : Ray June
- Société de production et de distribution : Warner Bros.
- Pays d’origine :  États-Unis
- Format : Noir et blanc — 35 mm — 1,33:1 — Muet
- Genre : Comédie
- Durée : 70 minutes
- Date de sortie :
  - États-Unis : 4 janvier 1925

## Distribution
- Matt Moore : Simon Haldane
- Dorothy Devore : Doris
- David Butler : Ray Wyeth
- George Pearce : Edgar Deems
- Russell Simpson : Gaarvey
- Gertrude Short : Nell Mangan
- Joe Butterworth : Office Boy
- Kate Toncray : tante Albina
- Tempe Pigott : tante Agnes
- Madame Sul-Te-Wan : Easter
- William Orlamond : Docteur